# Paddalstjärnen
Paddalstjärnen är en sjö i Örnsköldsviks kommun i Ångermanland och ingår i Moälven-Nätraåns kustområde.